# Wonka
Wonka es una película de fantasía musical dirigida por Paul King, a partir de un guion que coescribió con Simon Farnaby. Está protagonizada por Timothée Chalamet como el personaje principal. La película se basa en la novela infantil Charlie y la fábrica de chocolate de Roald Dahl, además de ser una precursora de Willy Wonka & the Chocolate Factory. El largometraje se centra en los comienzos de Wonka como excéntrico chocolatero y los retos que tuvo que pasar para llegar a ser el mayor chocolatero del mundo.

## Sinopsis
El argumento de la película se centra en la historia del joven Willy Wonka en sus primeros días como chocolatero, hasta llegar al éxito y abrir su fábrica de chocolate.[cita requerida]

## Argumento
El aspirante a mago, inventor y chocolatero Willy Wonka llega en barco a una ciudad europea anónima para cumplir su sueño de abrir su propia tienda de chocolates en las Galerías Gourmet. Decide quedarse en una lavandería propiedad de la tortuosa señora Scrubbit y su secuaz Bleacher. A pesar de las advertencias de Noodle, una huérfana que se aloja en Scrubbit's, de leer la letra pequeña, el analfabeto Wonka firma voluntariamente su contrato, lo que le obliga a pagar cargos excesivos durante su estancia. Un confiado Wonka acude a las Galerías Gourmet a vender sus "hoverchocs" que hacen volar a quienes los comen. Los tres principales chocolateros de las Galerías, el Sr. Slugworth, el Sr. Prodnose y el Sr. Fickelgruber, se burlan de los chocolates de Wonka y llaman al jefe de policía para confiscar sus ganancias del día.
Incapaz de pagar el alquiler de su habitación, Scrubbit obliga a Wonka a ir a la lavandería a trabajar 10.000 días para pagar su deuda. Trabaja con otras personas atrapadas por Scrubbit: Noodle, el contador Abacus, la plomera Piper, el comediante Larry y la telefonista Lottie. Abacus le informa que Slugworth, Prodnose y Fickelgruber son apodados el "Cártel del Chocolate" y están confabulados para eliminar a su competencia. El Cartel del Chocolate tiene una base de operaciones ubicada bajo una parroquia, dirigida por el corrupto Padre Julius y sus monjes "chocoadictos", donde almacenan una gran reserva de chocolate. Wonka trama un plan para manipular a Bleacher y Scrubbit para que se enamoren, lo que le permitirá a él y a Noodle abandonar en secreto la lavandería y comenzar a vender sus chocolates. El Cartel del Chocolate explota el amor del Jefe por los chocolates para amenazar a Wonka para que abandone la ciudad. Wonka le dice a Noodle que su amor por el chocolate proviene de su difunta madre, quien le preparó una última barra de chocolate antes de su fallecimiento. Noodle le enseña a Wonka a leer.
Durante una carrera, Wonka se da cuenta de que sus chocolates han sido robados por un misterioso hombre naranja que lo había estado acechando durante años, y él y Noodle viajan al zoológico local para ordeñar a su jirafa Abigail, pero se salvan de milagro antes porque un tigre casi les devora por equivocarse de jaula, y salen del zoológico volando en globos y con ellos se van una bandada de flamencos. Wonka y Noodle reclutan a Abacus, Piper, Larry y Lottie para que lo ayuden a vender chocolates para pagar sus deudas y aumentar su popularidad mientras evaden a Scrubbit y al Jefe. Mientras tanto, Wonka atrapa al hombre que le había estado robando sus chocolates, el cual resulta ser un Oompa Loompa llamado Lofty. Resulta que unos años antes, Wonka había visitado su isla en Loompalandia y había tomado sin autorización su preciosos granos de cacao, los cuales estaban bajo la supervisión de Lofty, pero como este se había quedado dormido, los demás Oompa Loompas lo descubrieron y por este acto terminaron desterrando a Lofty de Loompalandia y lo sentenciaron a cazar a Wonka para que este pague todas sus deudas pendientes por el robo de los granos de cacao, para que al fin regresar a su hogar, pero luego que le cuenta toda su historia, Lofty consigue engañar a Wonka y escapa con su frasco de chocolates.
El grupo de Wonka gana suficiente dinero para abrir la tienda de chocolates de sus sueños ante una multitud emocionada. Sin embargo, el Jefe y el Cartel del Chocolate se habían enterado de las operaciones de Wonka. Se los delatan a Scrubbit, quien contamina sus chocolates con sudor de yeti, lo que hace que el cabello de los clientes crezca excesivamente y su piel se decolore. La multitud enojada saquea y destruye la tienda de Wonka en represalia. Cuando el equipo regresa a la lavandería, el Cartel se revela como los autores intelectuales de Wonka y se ofrece a pagar las deudas de todos si abandona la ciudad y deja de hacer chocolate para siempre. Wonka acepta la oferta y parte en barco esa noche. Lofty se une a Wonka a bordo del barco y lo motiva a regresar y luchar contra el Cartel antes de que los dos abandonen el barco al darse cuenta de que está a punto de explotar.
Con sus deudas pagadas, Abacus, Piper, Larry y Lottie salen de la lavandería, pero Slugworth le paga a Scrubbit para que mantenga a Noodle adentro para siempre. Wonka y el grupo rescatan a Noodle, y Wonka le dice que ha deducido que ella es la hija del hermano fallecido de Slugworth. Después de que su madre biológica dejó a Noodle en Slugworth, se dio cuenta de que ella podía desafiar su derecho a la fortuna familiar. Slugworth se deshizo de su sobrina con Scrubbit y le mintió a su madre diciéndole que había muerto. Wonka y el grupo deciden formar un plan elaborado para exponer al Cartel a través de un libro de cuentas que Abacus había visto previamente cuando trabajaba para Slugworth.
Usando una distracción causada por Abigail, Wonka y Noodle ingresan a la base pero son acorralados por el Cartel, quienes los obligan a entrar en sus reservas de chocolate para ahogarlos. Wonka les dice que le den un frasco de chocolates flotantes a Lofty para pagar sus deudas, pero el Cartel y Julius se comen los chocolates, lo que hace que Lofty noquee al padre Julius y los rescate a los dos. Al enfrentarse al Cartel y al Jefe afuera, Wonka y Noodle exponen sus acciones a la policía y al público a través de su libro de cuentas, y liberan su reserva de chocolate mezclada con los verdaderos ingredientes de Wonka a través de una fuente, arruinando su negocio. El Cartel levita incontrolablemente debido a los chocs flotantes, mientras el Jefe de Policía es arrestado. La multitud celebra probando la fuente de chocolate de Wonka. Wonka desenvuelve la barra de chocolate de su madre, donde ve un boleto dorado con un último mensaje de su madre diciéndole que es mejor compartir el chocolate. Wonka comparte el chocolate de su madre con sus amigos.
Wonka ayuda a Noodle a conocer a su madre biológica y luego paga su deuda con Lofty. Luego, él y Lofty compran un castillo abandonado y comienzan a construir una fábrica con la ayuda del Oompa Loompa, mientras que Scrubbit y Bleacher son arrestados después de su intento de eliminar la evidencia de su sabotaje de la tienda de Willy Wonka, lo que los convierte en Los Cretinos.

## Reparto
- Timothée Chalamet como Willy Wonka
- Calah Lane como Noodle, una niña y amiga cercana de Willy
- Keegan-Michael Key como el Jefe de Policía
- Paterson Joseph como Arthur Slugworth
- Matt Lucas como Gerald Prodnose
- Mathew Baynton como Felix Fickelgruber
- Sally Hawkins como Missy Wonka, la fallecida madre de Willy
- Rowan Atkinson como el Padre Julius
- Jim Carter como Abacus Crunch
- Natasha Rothwell como Piper Benz
- Olivia Colman como Sra. Scrubbit
- Hugh Grant como Lofty, un Oompa Loompa
- Rich Fulcher como Larry Chucklesworth
- Rakhee Thakrar como Lottie Bell
- Tom Davis como Bleacher
- Kobna Holdbrook-Smith como Oficial Affable
- Simon Farnaby como Basil
- Charlotte Ritchie como Barbara
- Ellie White como Gwennie
- Sophie Winkleman como La Condesa
- Murray McArthur como Capitán del barco
- Tracy Ifeachor como Dorothy Smith
- Isy Suttie como Vendedor de frutas y verduras
- Phil Wang como Colin
- Tim FitzHigham como Siniestro capitán del barco

## Producción

### Desarrollo
En octubre de 2016, Warner Bros. adquirió los derechos del personaje de Willy Wonka de Roald Dahl, con una película en desarrollo de los productores David Heyman y Michael Siegel. En febrero de 2018, se anunció que Paul King estaba en negociaciones para dirigir. Ese mismo año, Donald Glover, Ryan Gosling y Ezra Miller entraron en negociaciones para interpretar a Willy Wonka. En enero de 2021, se confirmó que King dirigiría la película, ahora titulada Wonka. En mayo de 2021, Timothée Chalamet fue elegido para el papel principal y se anunció que la película incluiría varios números musicales. También se reveló que la película usaría un guion escrito por Simon Farnaby; Los escritores anteriores incluyeron a Simon Rich, Simon Stephenson, Jeff Nathanson y Steven Levenson. Tom Holland también había sido uno de los favoritos para el papel antes de que Chalamet fuera elegido. En septiembre de 2021, se anunció que Keegan-Michael Key, Sally Hawkins, Rowan Atkinson, Olivia Colman y Jim Carter se encontraban entre las nuevas incorporaciones al elenco, y el guionista Farnaby también estaba listo para un papel.

### Rodaje
En septiembre de 2021, el rodaje comenzó en el Reino Unido,  con Seamus McGarvey como director de fotografía, Nathan Crowley como diseñador de producción, Mark Everson como editor de películas y Lindy Hemming como diseñadora de vestuario. El rodaje tuvo lugar en la ciudad de Lyme Regis y en Warner Bros. Studios, Leavesden, un complejo de estudios en Watford.

## Estreno
La película se estrenó el 8 de diciembre en España, el 7 de diciembre de 2023 en América Latina y el 15 de diciembre de 2023 en Estados Unidos.

## Recepción

### Crítica
Wonka recibió reseñas generalmente positivas de parte de la crítica y de la audiencia. En el sitio web agregador de reseñas Rotten Tomatoes, la película posee una aprobación de 83%, basada en 311 reseñas, con una calificación de 7.3/10 y un consenso crítico que dice "Con el director Paul King al mando y algunas canciones nuevas y sólidas listas, el cálido y antiguo Wonka le da un giro adecuadamente dulce al personaje clásico y al mismo tiempo deja algo de espacio para los matices más oscuros del material original". De parte de la audiencia tiene una aprobación de 86%, basada en más de 2500  votos, con una calificación de 4.3/5.
El sitio web Metacritic le dio a la película una puntuación de 66 de 100, basada en 63 reseñas, indicando "reseñas generalmente favorables". Las audiencias encuestadas por CinemaScore le otorgaron a la película una "A-" en una escala de A+ a F, mientras que en el sitio IMDb los usuarios le asignaron una calificación de 7.3/10, sobre la base de más de más de 28 000 votos. En la página web FilmAffinity la película tiene una calificación de 67/10, basada en 2739 votos.

### Premios y nominaciones
| Premio                                                   | Fecha                   | Categoría                                                          | Nominado                                                                        | Resultado | Ref.   |
| -------------------------------------------------------- | ----------------------- | ------------------------------------------------------------------ | ------------------------------------------------------------------------------- | --------- | ------ |
| Premios de la Crítica Cinematográfica                    | 14 de enero de 2024     | Mejor intérprete joven                                             | Calah Lane                                                                      | Pendiente | [ 25 ] |
| Premios de la Crítica Cinematográfica                    | 14 de enero de 2024     | Mejor diseño de vestuario                                          | Lindy Hemming                                                                   | Pendiente | [ 25 ] |
| Premios Globo de Oro                                     | 7 de enero de 2024      | Mejor actor - Comedia o musical                                    | Timothée Chalamet                                                               | Nominado  | [ 26 ] |
| Premios de Música de Hollywood de Medios de Comunicación | 15 de noviembre de 2023 | Mejor canción original - película de ciencia ficción/fantasía      | Neil Hannon, Simon Farnaby y Paul King ("A World of Your Own")                  | Nominados | [ 27 ] |
| Premios de Música de Hollywood de Medios de Comunicación | 15 de noviembre de 2023 | Mejor canción original - película de ciencia ficción/fantasía      | Neil Hannon, Simon Farnaby y Paul King ("You've Never Had Chocolate Like This") | Nominados | [ 27 ] |
| Premios de Música de Hollywood de Medios de Comunicación | 15 de noviembre de 2023 | Mejor canción - actuación en pantalla                              | Timothée Chalamet ("A World of Your Own")                                       | Nominado  | [ 27 ] |
| Premios de Música de Hollywood de Medios de Comunicación | 15 de noviembre de 2023 | Mejor película con temática musical, película biográfica o musical | Wonka                                                                           | Nominada  | [ 27 ] |